# Reinhard de Rhoer Ottens
Reinhard de Rhoer Ottens (Amsterdam, gedoopt 20 februari 1780 - Groningen, 22 april 1861) was een Nederlandse jurist. Hij was raadsheer aan het provinciaal gerechtshof van Groningen.

## Leven en werk
De Rhoer Ottens, zoon van de arts Jacob Hendrik Ottens en Anna Elisabeth de Rhoer, studeerde rechten en promoveerde in 1801 aan de universiteit van Groningen. Hij was voor hij tot raadsheer benoemd werd, griffier bij de rechtbank van koophandel te Groningen.
De Rhoer Ottens werd samen met twee andere kandidaten voor het raadsheerschap van het Provinciaal Gerechtshof door de Provinciale Staten aan de koning voorgedragen. Op 3 oktober 1839 werd hij benoemd tot raadsheer, en was daarmee een van de negen raadsheren aan het provinciaal gerechtshof van Groningen. Tot 8 juli 1858 vervulde hij deze functie. Zijn benoeming door de Koning was, zoals toen gebruikelijk, voor het leven. Op 15 juli 1858 kreeg hij zijn ontslag.
De Rhoer Ottens was bestuurslid van de Groninger Academie van beeldende kunsten Minerva.
De Rhoer Ottens was een achterneef van de Groninger hoogleraar en theoloog Jacobus de Rhoer. Hij  trouwde op 11 november 1809 met Guurtje van Olst, dochter van de Groninger koopman en azijnmaker Beerend van Olst en Neeltje Taan.

## Vrijmetselarij
Als vrijmetselaar was De Rhoer Ottens, net als zijn schoonvader, betrokken bij de Groninger loge L'Union Provinciale. Van 1813 tot 1820 vervulde hij de functie van voorzittend meester. Hij verving Marcus Busch omdat die zich bezig moest houden met het beleg van Delfzijl (1813-1814).